# Aphaniosoma necopinatum
Aphaniosoma necopinatum är en tvåvingeart som beskrevs av Ebejer 1998. Aphaniosoma necopinatum ingår i släktet Aphaniosoma och familjen gulflugor. Inga underarter finns listade i Catalogue of Life.